# Marisol Yagüe
Pour les articles homonymes, voir Yagüe.
Marisol Yagüe Reyes, née en 1952 à La Línea de la Concepción, est une femme politique espagnole. Elle est maire de Marbella de 2003 à 2006.

## Biographie
Ancienne chanteuse de variétés andalouses, elle entre en politique au sein du parti populiste de droite Groupe indépendant libéral (GIL), du nom de son créateur et ancien maire de Marbella, Jesús Gil, quand elle est élue conseillère municipale de Marbella en 1995.
Elle devient à son tour maire de Marbella le 13 août 2003, après avoir soutenu une motion de censure visant Julián Muñoz, le successeur de Jesús Gil au sein de son parti et à la mairie.
Rattrapée par les affaires, elle est mise en examen le 29 mars 2006 par le juge Miguel Ángel Torres qui ordonne sa mise en détention provisoire dans le cadre de l'opération Malaya. Elle est remplacée temporairement à la mairie par l'ex-joueur de l'Atlético de Madrid, Tomás Reñones. Le 7 avril suivant, pour la première fois en Espagne, le gouvernement dissout le conseil municipal de Marbella. Marisol Yagüe sera finalement remise en liberté sous caution.